# Urszula Płowiec

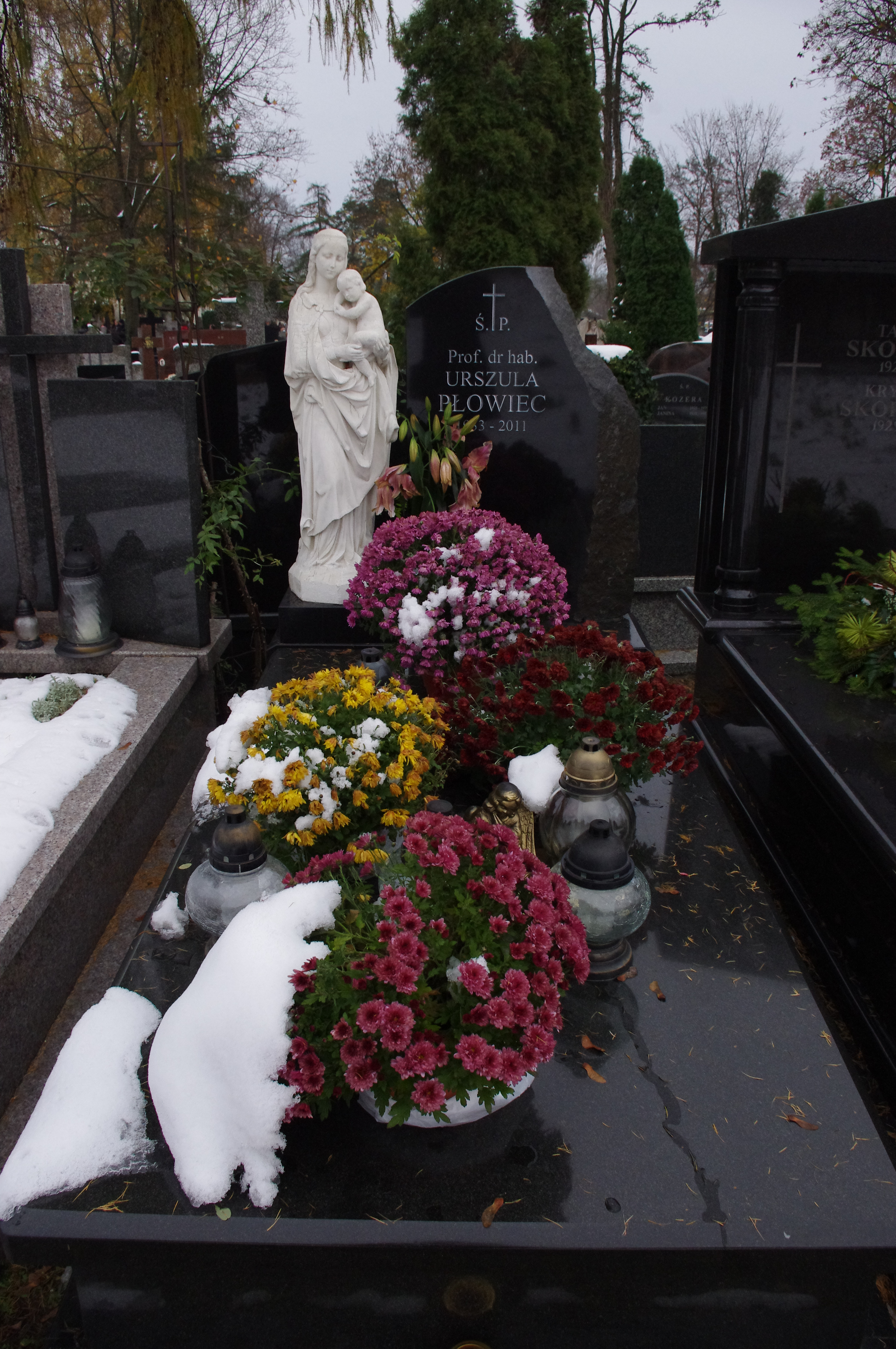
Grób ekonomistki Urszuli Płowiec na Cmentarzu Wilanowskim w Warszawie

Urszula Płowiec (ur. 2 stycznia 1933 w Chełmie, zm. 7 grudnia 2011 w Warszawie) – polska ekonomistka, profesor zwyczajny, pracownik naukowy Instytutu Koniunktur i Cen Handlu Zagranicznego, wykładowca Akademii Finansów w Warszawie, przewodnicząca Komitetu Nauk Ekonomicznych Polskiej Akademii Nauk, w latach 1995–2005 członek Rady Strategii Społeczno-Gospodarczej przy Radzie Ministrów.

## Życiorys
W latach 1952–1962 Urszula Płowiec pracowała w Ministerstwie Handlu Zagranicznego, pomiędzy 1956 a 1958 rokiem w Zakładzie Badań Statystycznych Głównego Urzędu Statystycznego. W 1962 roku została pracownikiem naukowym Zakładu Koniunktur i Cen, przekształconego później w Instytut Koniunktur i Cen Handlu Zagranicznego (IKCHZ). Dwa lata później otrzymała od rządu francuskiego stypendium i odbyła staż naukowy w paryskim Institut de sciences mathématiques et économiques appliquées. W 1968 roku uzyskała stopień doktora, w roku następnym wyjechała na kolejny staż do Szwajcarii, na stypendium GATT. Habilitację uzyskała w 1976 roku, po czym objęła stanowisko kierownika Zakładu Metod Planowania i Organizacji IKCHZ.
W 1982 roku została profesorem nadzwyczajnym i uzyskała stypendium fundacji Fulbrighta w George Washington University i Brookings Institution w Waszyngtonie. Do Instytutu Koniunktur i Cen Handlu Zagranicznego powróciła w 1984 roku. W 1989 roku otrzymała tytuł profesora zwyczajnego, w 1990 członkostwo Komitetu Nauk Ekonomicznych Polskiej Akademii Nauk. Od 1999 do 2006 roku pełniła funkcję jego przewodniczącej. W tych samych latach przewodniczyła ze strony polskiej Stałej Komisji Ekonomistów PAN i Rosyjskiej Akademii Nauk. W 2004 roku otrzymała doktorat honorowy Instytutu Ekonomiki Rosyjskiej Akademii Nauk. Od 1999 roku wykładała też w Wyższej Szkole Bankowości i Ubezpieczeń w Warszawie, późniejszej Akademii Finansów. W 2009 roku została uhonorowana tytułem Honorowej Przewodniczącej Komitetu Nauk Ekonomicznych PAN. Była aktywnym członkiem Polskiego Towarzystwa Ekonomicznego.
W latach 1995–2005 była członkiem Rady Strategii Społeczno-Gospodarczej przy Radzie Ministrów. W obszar jej głównych zainteresowań naukowych wchodziły między innymi: metody sterowania wymianą zagraniczną, zagadnienia podnoszenia innowacyjności polskiej gospodarki oraz jej konkurencyjności zewnętrznej. Promowała politykę proeksportową, przy zachowaniu kontroli państwa nad strategicznymi branżami i przedsiębiorstwami. Kładła nacisk na zwiększenie wydatków na kształcenie, badania naukowe i wynalazczość.
Zmarła w Warszawie 7 grudnia 2011 roku.

## Odznaczenia
Została odznaczona Krzyżami Oficerskim (1988) i Komandorskim (2001) Orderu Odrodzenia Polski oraz Złotą Odznaką Honorową „Za zasługi dla Warszawy” (1986).